# Panglegur
Panglegur is een bestuurslaag in het regentschap Pamekasan van de provincie Oost-Java, Indonesië. Panglegur telt 4317 inwoners (volkstelling 2010).